# Station Vernaison
Station Vernaison is een spoorwegstation in de Franse gemeente Vernaison.